# Cyclone Colina
Le cyclone Colina est un cyclone tropical qui fut actif dans le sud-ouest de l'océan Indien du 13 au 20 janvier 1993. Sa trajectoire le fit survoler l'île Maurice puis La Réunion.

## Évolution météorologique
Le 13 janvier à 12 h UTC, une dépression se forme à environ 450 km dans le Sud-Ouest des Chagos. Elle est baptisée tempête tropicale Colina le 15 en début de matinée. L’après-midi du 16, le système infléchit sa trajectoire en direction du sud-ouest et le 18 janvier à 18h locale, il se situe à environ 500 km des côtes de la Réunion. Colina devient cyclone tropical la nuit suivante.
Le 19 janvier, à 18h locale, le cyclone frappe la Réunion et, chose rare, son œil traverse les terres,. La pression est de 976 hPa à Saint-Pierre, à Mafate on enregistre 894 mm de pluie en 24h, sur le littoral la houle atteint 12 mètres de hauteur et les rafales atteignent 205 km/h à La Plaine-des-Palmistes. Cependant, la pression minimale estimée fut de 970 hPa et les vents soutenus de 175 km/h sur une minute.
Après son passage sur le département, Colina s’éloigne rapidement et en accélérant vers le sud-est sur des eaux plus froides. Le 20 janvier, le cyclone s'est affaibli au statut de tempête tropicale et le lendemain, Colina est devenue extratropical, se dissipant deux jours plus tard.

## Conséquences

### Île Maurice
Le 19 janvier, il passe à 215 km à l'Ouest de l'île au stade de cyclone tropical.

### La Réunion
Finalement on déplorera deux morts indirects, 2 423 personnes hébergées dans des centres et 100 000 foyers sans électricité. L'œil du cyclone toucha la côte nord à 18 h 30 et est resté approximativement 30 minutes durant lesquelles le calme est revenu, avant que le vent ne reprenne de plus belle.
Un pylône de l'EDF, prévu pour résister à des vents de 250 km/h, a été détruit à La Montagne. Pour l’agriculture, il est estimé que les dégâts s'élevaient à 136 millions de francs.